# Libanesische Fußballnationalmannschaft (U-20-Männer)
Die libanesische Fußballnationalmannschaft der U-20-Männer ist die Auswahl libanesischer Fußballspieler der Altersklasse U-20, die die Fédération Libanaise de Football Association auf internationaler Ebene, beispielsweise in Freundschaftsspielen gegen die Junioren-Auswahlmannschaften anderer nationaler Verbände, aber auch bei der U-19-Asienmeisterschaft des Kontinentalverbandes AFC oder der U-20-Weltmeisterschaft der FIFA repräsentiert. Größter Erfolg der Mannschaft war die Teilnahme an der Asienmeisterschaft 2008.

## Teilnahme an Junioren- und U-20-Weltmeisterschaften
| Junioren-Weltmeisterschaft - 1977: nicht qualifiziert - 1979: nicht qualifiziert - 1981: nicht qualifiziert - 1983: nicht qualifiziert - 1985: nicht qualifiziert - 1987: nicht qualifiziert - 1989: nicht qualifiziert - 1991: nicht qualifiziert - 1993: nicht qualifiziert - 1995: nicht qualifiziert - 1997: nicht qualifiziert - 1999: nicht qualifiziert | - 2001: nicht qualifiziert - 2003: nicht qualifiziert - 2005: nicht qualifiziert U-20-Weltmeisterschaft - 2007: nicht qualifiziert - 2009: nicht qualifiziert - 2011: nicht qualifiziert - 2013: nicht qualifiziert - 2015: nicht qualifiziert - 2017: nicht qualifiziert - 2019: nicht qualifiziert - 2021: nicht qualifiziert |

## Teilnahme an U-19-Asienmeisterschaften
- 1959: nicht qualifiziert
- 1960: nicht qualifiziert
- 1961: nicht qualifiziert
- 1962: nicht qualifiziert
- 1963: nicht qualifiziert
- 1964 (Teilnehmer unbekannt)
- 1965: nicht qualifiziert
- 1966: nicht qualifiziert
- 1967: nicht qualifiziert
- 1968: nicht qualifiziert
- 1969: nicht qualifiziert
- 1970 (Teilnehmer unbekannt)
- 1971: nicht qualifiziert
- 1972: nicht qualifiziert
- 1973 (Teilnehmer unbekannt)
- 1974 (Teilnehmer unbekannt)
- 1975: nicht qualifiziert
- 1976: nicht qualifiziert
- 1977: nicht qualifiziert
- 1978: nicht qualifiziert
- 1980: nicht qualifiziert
- 1982: nicht qualifiziert
- 1985: nicht qualifiziert
- 1986: nicht qualifiziert
- 1988: nicht qualifiziert
- 1990: nicht qualifiziert
- 1992: nicht qualifiziert
- 1994: nicht qualifiziert
- 1996: nicht qualifiziert
- 1998: nicht qualifiziert
- 2000: nicht qualifiziert
- 2002: nicht qualifiziert
- 2004: nicht qualifiziert
- 2006: nicht qualifiziert
- 2008: Vorrunde
- 2010: nicht qualifiziert
- 2012: nicht qualifiziert
- 2014: nicht qualifiziert
- 2016: nicht qualifiziert
- 2018: nicht qualifiziert
- 2021: nicht qualifiziert

## Ehemalige Spieler
- Ijad Chamud
- Hussein Awada (2008, A-Nationalspieler)
- Nour Mansour (2008, A-Nationalspieler)
- Rabih Ataya (2008, A-Nationalspieler)
- Mohamad Haidar (2007–2008, A-Nationalspieler)
- Hussein Zein (2013–2014, A-Nationalspieler)
- Hussein Monzer (2015, A-Nationalspieler)
- Mohamad Jalal Kdouh (2015, A-Nationalspieler)
- Roda Antar (1998–2001, A-Nationalspieler)
- Mohammed Ghaddar (1999–2001, A-Nationalspieler)